# Astragalus tener
Astragalus tener — вид квіткових рослин з родини бобових (Fabaceae). Ареал охоплює такі країни: США (Каліфорнія).

## Середовище
Висота проживання: 0—75 метрів. Ця прямовисна або висхідна рослина зростає у весняних калюжах, луках, долинних та передгірних трав'янистих місцевостях, прибережних чагарниках і дюнах. Загрозами для виду є урбанізація, рекреаційна діяльність та немісцеві рослини, інтенсивне сільське господарство, надмірний випас худоби та конкуренція бур'янів.

## Біоморфологічна характеристика
Це однорічна трав'яниста рослина з вертикальними стеблами заввишки до 30 см. Листя має довжину до 9 см і складається з кількох ланцетоподібних або овальних листочків. Суцвіття — це густе скупчення рожевувато-пурпурових квіток з білими плямами. Плід — вузький біб до 5 см завдовжки й зазвичай містить дві гладкі насінини.